# Gary LaFree
Gary LaFree (* 8. Februar 1951) ist ein US-amerikanischer Soziologe und Kriminologe, der Professor an der University of Maryland, College Park ist und dort Gründungsdirektor des National Consortium for the Study of Terrorism and Responses to Terrorism (START). 2006 amtierte er als Präsident der American Society of Criminology (ASC).
LaFree machte seine akademischen Abschlüsse im Fach Soziologie an der Indiana University: Bachelor 1973, Master 1975, Ph.D. 1979. Danach war er bis 2000 Soziologieprofessor an der University of New Mexico und wechselte dann an die University of Maryland.
LaFree war an der Herausgabe der Zeitschrift International Journal of Conflict and Violence beteiligt. Für 2024 wurde ihm der Stockholm Prize in Criminology zugesprochen.

## Schriften (Auswahl)
- Herausgegeben mit Joshua D. Freilich: The handbook of the criminology of terrorism. Wiley-Blackwell, Chichester 2017, ISBN 978-1-11892-395-5.
- Losing legitimacy. Street crime and the decline of social institutions in America. Westview Press, Boulder 1998, ISBN 0813334500.
- Rape and criminal justice. The social construction of sexual assault. Wadsworth Pub. Co., Belmont 1989, ISBN 0534110568.